# Полюси (музичний гурт)
«Полюси» – український гурт. Заснований 6 грудня 2005 року у місті Чернівці. Грає у стилі поп-рок з елементами брит-попу. За час існування випустив два альбоми. Брав участь у фестивалях та конкурсах. Найвідоміші пісні гурту: «Ваш абонент», «Казка», «Доза», «Кохай» та офіційний кавер на пісню Тіни Кароль «Не дощ».

## Історія та назва гурту
«Полюси» починались як учнівський колектив. Створити власний гурт кількох друзів та однокласників мотивувало бажання зіграти на шкільній дискотеці. Однак уже перша пісня – «Ваш абонент» – зробила «Полюси» відомими за межами рідного навчального закладу. Композиція швидко розлетілася різними куточками країни. Згодом гурт почав давати концерти не лише у Чернівцях, а й у інших містах України.
Назву для колективу фронтмен Олег Сірман вигадав буквально за кілька хвилин до першого виступу. Йому спало на думку, що учасники гурту є абсолютними протилежностями, мають різні музичні вподобання та погляди на життя. Проте музикантів об’єднувала міцна дружба, що й дозволило «Полюсам» розвиватися і вдосконалюватися. 

## Склад колективу
Із 2013 року і до сьогодні гурт не змінював свій основний склад: 
Олег Сірман - автор пісень та вокаліст;
Андрій Гураль – аранжування, запис, зведення, клавіші, саунд-продюсер (також відомий своїми роботами зі співачками Гайтаною, Тонею Матвієнко та ін.);
Олександр Токарев – гітара;
Руслан Проданюк – бас;
Валентин Грубляк – ударні. 
Тимчасові та колишні учасники: Юрій Косован, Олексій Косован, Володимир Кучерівський, Юрій Кучерівський, Любомир Олянич, Маргарита Стерлікова, Анатолій Руснак, Вадим Вигнан, Олександр Попов, Олег Оліник, Артем Шевчук, Ілля Дубчак.  

## Відеографія
За час існування «Полюси» випустили два відеокліпи, обидва знімали у Києві 2012 року. Пісня «Ваш абонент» на той час була вже добре відомою, тож саме її обрали для кліпу. Створив його молодий український режисер Кирило Запорожець. У відео композицію представили у новому звучанні.
Улітку 2012 року «Полюси» вирішили змінити стиль – грати більш драйвову музику. Тому для наступного відео обрали запальну пісню «Кохай». Кліпмейкером став режисер «Нового каналу» Максим Семенов. 

## Творчість і розвиток
Найбільш продуктивними роками в історії гурту були 2011-2012. Завдяки співпраці з громадською організацією «21 покоління», яку очолює Віталій Сівко, колектив випустив у світ свою першу однойменну платівку. Потужну підтримку в той період надав відомий автор, музикант та режисер Вадим Шинкарук (Ротор). Сольні концерти з презентацією альбому відбулись у Львові, Житомирі, Коломиї, Чернівцях, Тернополі та Києві. Наприкінці 2012 року з «Полюсами» почала співпрацювати менеджерка Юлія Віктор. Тоді ж гурт зняв дебютне відео на пісню «Кохай» та взяв участь у національному фестивалі «Наша Пісня».
Із 2013 року «Полюси» працюють без менеджменту. Після Революції Гідності, відчувши значний підйом української свідомості, колектив вирушив до Києва, щоб записати другу платівку. Впродовж 2014-2015 року гурт створював альбом «Доза». Після завершення роботи учасники повернулися до Чернівців, де 2 грудня 2015 року презентували альбом «Доза» публіці в Чернівцях та на місцевому телебаченні. 
Двічі колектив брав участь у конкурсі «Хіт Конвеєр» від телеканалу М2 у 2016 та 2017 роках. У 2016 році пісня «Обіцяю» увійшла у ТОП-50 кращих пісень конкурсу серед майже тисячі, що брали участь. 
Протягом 2016-2020 років «Полюси» гастролювали та брали участь у фестивалях. Наразі працюють над третьою платівкою з робочою назвою «Тим, хто поряд».